# Abu-Muslim Mašhad
Abu-Muslim (perz. ابومسلم, ili Abu-Moslem) je iranski nogometni klub iz grada Mašhada, odnosno pokrajine Razavi Horasan.
Sudjeluje u iranskoj drugoj nogometnoj ligi, a matično igralište mu je Stadion Samen al-Aeme koje prima 35.000 gledatelja.
Klubu je prije pokrovitelj bila iranska vojska, a srpnja 2006. godine iranski proizvođač samovoza Iran Hodro.

## Vanjske poveznice
- (perz.) Službene klupske stranice
- (engl.) Statistike iranske profesionalne lige